# Artagall, Parasgad
Artagall là một làng thuộc tehsil Parasgad, huyện Belgaum, bang Karnataka, Ấn Độ.